# Liste der Basiliken in Italien
Die Liste der Basiliken in Italien enthält alle Kirchen mit dem Titel Basilika in Italien, dem Vatikan und San Marino.
Basilika (lateinisch basilica) ist ein Ehrentitel, den der Papst einer bedeutenden katholischen Kirche verleiht.
Als Basilica maior werden dabei die sechs ranghöchsten römisch-katholischen Gotteshäuser bezeichnet. Vier davon stehen in Rom, zwei in Assisi, daneben gibt es noch vier weitere päpstliche Basiliken in Italien und zwei Patriarchalbasiliken. Alle anderen Kirchen, die den Titel einer Basilika führen, sind Basilicae minores: Zurzeit tragen 588 (Stand Ende 2020) Kirchen in Italien, dazu der Petersdom im Vatikan und die Konkathedrale in San Marino, den Titel, das ist knapp ein Drittel aller Basiliken. Von diesen wurden einige nie kanonisch (so ab 1783) erhoben, sondern werden Basiliken „von Alters her“ (ab immemorabili) genannt.

## Liste der Basiliken
vorsortiert: nach Ernennungsdatum und Ort
Kirche: sortierbar nach Patrozinium (italienisch, Herrenpatrozinien – Heilige – Marientitel)
Region: Vatikan und San Marino vorne sortiert
Titel: wenn nicht anders angegeben, Basilika minor; sortierbar nach Rang des Kirchentitels
| Kirche                                                                               | Stadt                            | Region                  | Diözese                                             | Erhebung (+ Baudaten)                                  | Titel (Besonderheiten) |
| ------------------------------------------------------------------------------------ | -------------------------------- | ----------------------- | --------------------------------------------------- | ------------------------------------------------------ | --- |
| San Giovanni in Laterano (Lateranbasilika)                                           | Rom                              | Latium                  | Rom                                                 | ab immemorabili (Weihe 4. Jh.)                         | Erzbasilika, Haupt- und Mutterkirche aller Kirchen der Stadt und des Weltkreises, Basilica maior, Papstbasilika, Kathedrale, ehem. Patriarchalbasilika (4. Jh.–2006) (UNESCO-Welterbe) |
| San Paolo fuori le Mura                                                              | Rom                              | Latium                  | Rom                                                 | ab immemorabili (ab 4. Jh., Fertigstellung im 20. Jh.) | Basilica maior, Papstbasilika, ehem. Patriarchalbasilika (4. Jh.–2006), Abteikirche (UNESCO-Welterbe)                                                                                  |
| Santa Maria Maggiore                                                                 | Rom                              | Latium                  | Rom                                                 | ab immemorabili (Weihe 5. Jh.)                         | Basilica maior, Papstbasilika, ehem. Patriarchalbasilika (4. Jh.–2006) (UNESCO-Welterbe)                                                                                               |
| San Pietro in Vaticano (Vatikanbasilika, Petersdom)                                  | Rom                              | Vatikan                 | Rom                                                 | ab immemorabili (1506–1626)                            | Basilica maior, Papstbasilika, ehem. Patriarchalbasilika (451–2006) (UNESCO-Welterbe, eine der größten Kirchen der Welt)                                                               |
| San Lorenzo fuori le Mura                                                            | Rom                              | Latium                  | Rom                                                 | ab immemorabili (ab 6. Jh.)                            | Papstbasilika (die Altehrwürdige Basilika), ehem. Patriarchalbasilika (451–2006) |
| Santa Maria Assunta in Cielo e Santi Ermagora e Fortunato                            | Aquileia                         | Friaul-Julisch Venetien | Görz                                                | ab immemorabili                                        | Patriarchalbasilika (seit 567, titular), ehemalige Kathedrale, UNESCO-Welterbe |
| Sant’Eufemia                                                                         | Grado                            | Friaul-Julisch Venetien | Görz                                                | ab immemorabili (Weihe 580)                            | ehemalige Patriarchalbasilika (575–1445), ehemalige Kathedrale |
| San Marco (Markusdom)                                                                | Venedig                          | Venetien                | Venedig                                             | ab immemorabili (1063–1617)                            | Patriarchalbasilika (seit 1457), Kathedrale (UNESCO-Welterbe) |
| San Francesco                                                                        | Assisi                           | Umbrien                 | Assisi – Nocera Umbra – Gualdo Tadino               | 1756 (Weihe 1253)                                      | Basilica maior, Papstbasilika, ehem. Patriarchalbasilika (1756–2006) (UNESCO-Welterbe)                                                                                                 |
| Santa Croce in Gerusalemme                                                           | Rom                              | Latium                  | Rom                                                 | ab immemorabili (4. Jh., barocker Umbau)               | Titelkirche |
| Santi Dodici Apostoli                                                                | Rom                              | Latium                  | Rom                                                 | ab immemorabili (15. Jh.)                              | Titelkirche |
| Sant’Agnese fuori le mura                                                            | Rom                              | Latium                  | Rom                                                 | ab immemorabili (7. Jh.)                               | Titelkirche |
| Sant’Anastasia al Palatino                                                           | Rom                              | Latium                  | Rom                                                 | ab immemorabili (4. Jh., Umgestaltung 17./18. Jh.)     | Titelkirche |
| Santa Balbina all’Aventino                                                           | Rom                              | Latium                  | Rom                                                 | ab immemorabili (4. Jh.)                               | Titelkirche |
| San Bartolomeo [Apostolo] all’Isola                                                  | Rom                              | Latium                  | Rom                                                 | ab immemorabili (11. Jh.)                              | Titelkirche |
| Santi Bonifacio ed Alessio all’Aventino                                              | Rom                              | Latium                  | Rom                                                 | ab immemorabili                                        | Titelkirche |
| Santa Cecilia in Trastevere                                                          | Rom                              | Latium                  | Rom                                                 | ab immemorabili (9. Jh.)                               | Titelkirche |
| San Clemente al Laterano                                                             | Rom                              | Latium                  | Rom                                                 | ab immemorabili (1713–1719)                            | Titelkirche |
| Santi Cosma e Damiano in Via Sacra                                                   | Rom                              | Latium                  | Rom                                                 | ab immemorabili (5. Jh.)                               | Titelkirche |
| San Crisogono in Trastevere                                                          | Rom                              | Latium                  | Rom                                                 | ab immemorabili (4. Jh., Umbau 17. Jh.)                | Titelkirche |
| Sant’Eustachio in Campo Marzio                                                       | Rom                              | Latium                  | Rom                                                 | ab immemorabili                                        | Titelkirche |
| Santa Maria Nova / Santa Francesca Romana (Venus und Roma-Tempel)                    | Rom                              | Latium                  | Rom                                                 | ab immemorabili (9. Jh.)                               | Titelkirche |
| Santi Giovanni e Paolo [al Celio]                                                    | Rom                              | Latium                  | Rom                                                 | ab immemorabili (11. Jh.)                              | Titelkirche |
| San Lorenzo in Damaso                                                                | Rom                              | Latium                  | Rom                                                 | ab immemorabili (ab 15. Jh.)                           | Titelkirche |
| San Marco Evangelista al Campidoglio                                                 | Rom                              | Latium                  | Rom                                                 | ab immemorabili (4. Jh.–1750)                          | Titelkirche |
| San Martino ai Monti                                                                 | Rom                              | Latium                  | Rom                                                 | ab immemorabili (9. Jh.)                               | Titelkirche |
| San Nicola in Carcere                                                                | Rom                              | Latium                  | Rom                                                 | ab immemorabili (ab 1599)                              | Titelkirche |
| San Pancrazio                                                                        | Rom                              | Latium                  | Rom                                                 | ab immemorabili (5. Jh.)                               | Titelkirche |
| San Pietro in Vincoli [al Colle Oppio]                                               | Rom                              | Latium                  | Rom                                                 | ab immemorabili (5. Jh.)                               | Titelkirche |
| Santa Prassede all’Esquilino                                                         | Rom                              | Latium                  | Rom                                                 | ab immemorabili (8. Jh.)                               | Titelkirche |
| Santa Pudenziana al Viminale                                                         | Rom                              | Latium                  | Rom                                                 | ab immemorabili (5. Jh.)                               | Titelkirche |
| Santi Quattro Coronati al Laterano                                                   | Rom                              | Latium                  | Rom                                                 | ab immemorabili (11./12. Jh.)                          | Titelkirche |
| San Saba                                                                             | Rom                              | Latium                  | Rom                                                 | ab immemorabili                                        | Titelkirche |
| Santa Sabina all’Aventino                                                            | Rom                              | Latium                  | Rom                                                 | ab immemorabili (5. Jh.)                               | Titelkirche |
| San Sebastiano alle Catacombe                                                        | Rom                              | Latium                  | Rom                                                 | ab immemorabili (4.–17. Jh.)                           | Titelkirche, ehemaliges Zisterzienserkloster |
| San Sisto Vecchio                                                                    | Rom                              | Latium                  | Rom                                                 | ab immemorabili (13. Jh.)                              | Titelkirche |
| Santo Stefano Rotondo al Celio                                                       | Rom                              | Latium                  | Rom                                                 | ab immemorabili (5. Jh.)                               | Titelkirche |
| San Vitale e Compagni Martiri in Fovea                                               | Rom                              | Latium                  | Rom                                                 | ab immemorabili (4.–16. Jh.)                           | Titelkirche |
| Santa Maria in Ara Coeli al Campidoglio                                              | Rom                              | Latium                  | Rom                                                 | ab immemorabili (13. Jh.)                              | Titelkirche |
| Santa Maria ad martyres in Campo (Pantheon)                                          | Rom                              | Latium                  | Rom                                                 | ab immemorabili (118–125)                              | ehem. Titeldiakonie (ehem. röm. Tempel) |
| Santa Maria del Popolo                                                               | Rom                              | Latium                  | Rom                                                 | ab immemorabili (11. Jh.)                              | Titelkirche |
| Santa Maria in Via Lata                                                              | Rom                              | Latium                  | Rom                                                 | ab immemorabili (17. Jh.)                              | Titelkirche |
| Santa Maria in Trastevere                                                            | Rom                              | Latium                  | Rom                                                 | ab immemorabili (4. Jh.)                               | Titelkirche |
| Santa Maria sopra Minerva                                                            | Rom                              | Latium                  | Rom                                                 | ab immemorabili (13. Jh.)                              | Titelkirche |
| Santa Maria in Cosmedin                                                              | Rom                              | Latium                  | Rom                                                 | ab immemorabili (8. Jh.)                               | Titelkirche |
| San Sepolcro                                                                         | Acquapendente                    | Latium                  | Viterbo                                             | ab immemorabili                                        | Konkathedrale |
| San Pietro e Addolorata                                                              | Acqui Terme                      | Piemont                 | Acqui                                               | ab immemorabili                                        | Klosterkirche |
| Santa Maria Assunta della Tomba                                                      | Adria                            | Venetien                | Adria–Rovigo                                        | ab immemorabili                                        | |
| Maria Santissima Annunziata                                                          | Anagni                           | Latium                  | Anagni–Alatri                                       | ab immemorabili (1072–1104)                            | Kathedrale |
| San Leone                                                                            | Assoro                           | Sizilien                | Nicosia                                             | ab immemorabili                                        | |
| San Nicola                                                                           | Bari                             | Apulien                 | Bari–Bitonto                                        | ab immemorabili (1087–1197)                            | Päpstliche Basilika (seit 1968) |
| San Petronio                                                                         | Bologna                          | Emilia-Romagna          | Bologna                                             | ab immemorabili (1390–1479, Weihe 1954)                | (fünftgrößte Kirche der Welt) |
| Santo Stefano                                                                        | Bologna                          | Emilia-Romagna          | Bologna                                             | ab immemorabili (ab 8. Jh.)                            | Klosterkirche |
| Santa Maria Maggiore                                                                 | Bologna                          | Emilia-Romagna          | Bologna                                             | ab immemorabili                                        | |
| San Angelo in Formis (San Michele)                                                   | Capua                            | Kampanien               | Capua                                               | ab immemorabili                                        | |
| Maria di Santissima Assunta e San Benedetto Abate (Abtei Montecassino)               | Cassino                          | Latium                  | Montecassino                                        | ab immemorabili (ab 717)                               | Abteikathedrale |
| Trasfigurazione                                                                      | Cefalù                           | Sizilien                | Cefalù                                              | ab immemorabili (ab 1131)                              | Kathedrale |
| Santa Maria del Monte                                                                | Cesena                           | Emilia-Romagna          | Cesena – Sarsina                                    | ab immemorabili                                        | Abteikirche |
| Santa Maria Maggiore                                                                 | Civita Castellana                | Latium                  | Civita Castellana                                   | ab immemorabili (ab 12. Jh.)                           | Kathedrale |
| San Salvatore                                                                        | Cogorno                          | Ligurien                | Chiavari                                            | ab immemorabili                                        | |
| Santissima Annunziata                                                                | Comiso                           | Sizilien                | Ragusa                                              | ab immemorabili                                        | |
| Santa Maria delle Stelle                                                             | Comiso                           | Sizilien                | Ragusa                                              | ab immemorabili                                        | |
| San Paterniano                                                                       | Fano                             | Marken                  | Fano–Fossombrone–Cagli–Pergola                      | ab immemorabili                                        | |
| Santo Spirito                                                                        | Florenz                          | Toskana                 | Florenz                                             | ab immemorabili (ab 1426 oder 1434)                    | (UNESCO-Welterbe) |
| Santa Trinita                                                                        | Florenz                          | Toskana                 | Florenz                                             | ab immemorabili (1258–1280)                            | (UNESCO-Welterbe) |
| San Giovanni                                                                         | Florenz                          | Toskana                 | Florenz                                             | ab immemorabili (Weihe 11. Jh.)                        | Baptisterium (Taufkirche) (UNESCO-Welterbe) |
| San Lorenzo                                                                          | Florenz                          | Toskana                 | Florenz                                             | ab immemorabili (Weihe 393)                            | ehemalige Kathedrale (UNESCO-Welterbe) |
| San Miniato al Monte                                                                 | Florenz                          | Toskana                 | Florenz                                             | ab immemorabili (ab 1013)                              | Abteikirche (UNESCO-Welterbe) |
| Santa Maria del Fiore                                                                | Florenz                          | Toskana                 | Florenz                                             | ab immemorabili (1296–1436)                            | Kathedrale (UNESCO-Welterbe) |
| San Giovanni Battista                                                                | Foggia                           | Apulien                 | Foggia – Bovino                                     | ab immemorabili                                        | Kathedrale |
| Santa Maria e San Giovenale                                                          | Fossano                          | Piemont                 | Fossano                                             | ab immemorabili (Ende 18. Jh.)                         | Kathedrale |
| Santa Maria di Collemaggio                                                           | L’Aquila                         | Abruzzen                | L’Aquila                                            | ab immemorabili                                        | |
| Basilica Pontificia della Santa Casa di Loreto                                       | Loreto                           | Marken                  | Loreto                                              | ab immemorabili                                        | Päpstliche Basilika, Internationales Heiligtum, Goldene Rose |
| San Paolino                                                                          | Lucca                            | Toskana                 | Lucca                                               | ab immemorabili                                        | |
| Sant’Andrea Apostolo                                                                 | Mantua                           | Lombardei               | Mantua                                              | ab immemorabili (1462–1790)                            | Konkathedrale (UNESCO-Welterbe) |
| Santa Barbara                                                                        | Mantua                           | Lombardei               | Mantua                                              | ab immemorabili (1562–1572)                            | (UNESCO-Welterbe) |
| Santa Maria delle Grazie                                                             | Curtatone                        | Lombardei               | Mantua                                              | ab immemorabili (1399–1406)                            | (UNESCO-Welterbe) |
| San Michele Arcangelo                                                                | Monte Sant’Angelo                | Apulien                 | Manfredonia – Vieste – San Giovanni Rotondo         | ab immemorabili (Glockenturm 1273, Kirche ab 1395)     | |
| San Flaviano                                                                         | Montefiascone                    | Latium                  | Viterbo                                             | ab immemorabili                                        | |
| Santa Agata                                                                          | Montemaggiore Belsito            | Sizilien                | Cefalù                                              | ab immemorabili                                        | |
| Santa Maria                                                                          | Monterosso Almo                  | Sizilien                | Ragusa                                              | ab immemorabili                                        | |
| San Giovanni Battista                                                                | Monza                            | Lombardei               | Mailand                                             | ab immemorabili                                        | |
| San Gaudenzio                                                                        | Novara                           | Piemont                 | Novara                                              | ab immemorabili (1577–1887)                            | |
| San Giulio                                                                           | Orta San Giulio                  | Piemont                 | Novara                                              | ab immemorabili                                        | |
| Santa Maria Assunta                                                                  | Orte                             | Latium                  | Viterbo                                             | ab immemorabili                                        | |
| Sant’Antonio (Basilica del Santo)                                                    | Padua                            | Venetien                | Padua                                               | ab immemorabili (1232–14. Jh.)                         | Päpstliche Basilika, Internationales Heiligtum |
| Santa Maria                                                                          | Padua                            | Venetien                | Padua                                               | ab immemorabili (ab 1551)                              | Kathedrale |
| Sant’Agapito Martire                                                                 | Palestrina                       | Latium                  | Palestrina                                          | ab immemorabili                                        | Kathedrale |
| San Pietro in Ciel d’Oro                                                             | Pavia                            | Lombardei               | Pavia                                               | ab immemorabili                                        | ehemalige Kathedrale |
| Santi Decenzio e Germano                                                             | Pesaro                           | Marken                  | Pesaro                                              | ab immemorabili                                        | Klosterkirche |
| Santa Maria Assunta                                                                  | Pesaro                           | Marken                  | Pesaro                                              | ab immemorabili                                        | Kathedrale |
| San Sepolcro                                                                         | Piacenza                         | Emilia-Romagna          | Piacenza–Bobbio                                     | ab immemorabili                                        | |
| Sant’Antonino                                                                        | Piacenza                         | Emilia-Romagna          | Piacenza–Bobbio                                     | ab immemorabili                                        | |
| Santa Giustina e Santa Maria Assunta                                                 | Piacenza                         | Emilia-Romagna          | Piacenza–Bobbio                                     | ab immemorabili (1122–1233)                            | Kathedrale |
| San Savino                                                                           | Piacenza                         | Emilia-Romagna          | Piacenza–Bobbio                                     | ab immemorabili                                        | |
| San Piero a Grado                                                                    | Pisa                             | Toskana                 | Pisa                                                | ab immemorabili (10.–12. Jh.)                          | |
| San Matteo (Duomo superiore e Duomo inferiore)                                       | Salerno                          | Kampanien               | Salerno–Campagna–Acerno                             | ab immemorabili (1080–1085)                            | Kathedrale |
| San Bellino                                                                          | San Bellino                      | Venetien                | Adria–Rovigo                                        | ab immemorabili                                        | |
| San Benedetto [in Polirone]                                                          | San Benedetto Po                 | Lombardei               | Mantua                                              | ab immemorabili                                        | Klosterkirche |
| Santissima Trinità della Magione (La Magione)                                        | Palermo                          | Sizilien                | Palermo                                             | ab immemorabili                                        | |
| Sant’Apollinare                                                                      | Rovigo                           | Venetien                | Adria–Rovigo                                        | ab immemorabili                                        | |
| Santa Scolastica (Abtei von Subiaco)                                                 | Subiaco                          | Latium                  | Subiaco                                             | ab immemorabili (11. Jh.)                              | Abteikathedrale |
| San Lorenzo Martire                                                                  | Trapani                          | Sizilien                | Trapani                                             | ab immemorabili (ab 1635)                              | Kathedrale |
| San Nicola                                                                           | Trapani                          | Sizilien                | Trapani                                             | ab immemorabili                                        | |
| San Pietro                                                                           | Trapani                          | Sizilien                | Trapani                                             | ab immemorabili                                        | |
| Santi Cesidio e Rufino                                                               | Trasacco                         | Abruzzen                | Avezzano                                            | ab immemorabili                                        | |
| San Pietro di Castello                                                               | Venedig                          | Venetien                | Venedig                                             | ab immemorabili (ab 9. Jh. nachweisbar)                | vom 7. Jh. bis 1807 Kathedrale, heute Konkathedrale (UNESCO-Welterbe) |
| Santa Maria Assunta (Santa Maria in Torcello)                                        | Venedig                          | Venetien                | Venedig                                             | ab immemorabili (ab 639)                               | ehemalige Kathedrale |
| Santi Maria e Donato(Santa Maria in Murano)                                          | Venedig                          | Venetien                | Venedig                                             | ab immemorabili                                        | Klosterkirche |
| Sant’Andrea                                                                          | Vercelli                         | Piemont                 | Vercelli                                            | ab immemorabili (1219–1227)                            | Klosterkirche |
| Santa Maria Maggiore / Santissima Trinità                                            | Vercelli                         | Piemont                 | Vercelli                                            | ab immemorabili                                        | |
| San Giovanni Battista                                                                | Vittoria                         | Sizilien                | Ragusa                                              | ab immemorabili                                        | |
| San Francesco                                                                        | Siena                            | Toskana                 | Siena–Colle di Val d’Elsa–Montalcino                | (?) ab immemorabili                                    | |
| Basilika San Nicola da Tolentino                                                     | Tolentino                        | Marken                  | Macerata                                            | 1783                                                   | ehemalige Kathedrale |
| San Flaviano                                                                         | Recanati                         | Marken                  | Macerata                                            | 1804                                                   | Konkathedrale |
| San Clemente I                                                                       | Velletri                         | Latium                  | Velletri–Segni                                      | 1804                                                   | Kathedrale |
| Santissima Annunziata                                                                | Florenz                          | Toskana                 | Florenz                                             | 1806 (Grundsteinlegung 1250)                           | (UNESCO-Welterbe) |
| Santa Maria/Beata Maria Vergine Assunta in Cielo (Iconavetere)                       | Foggia                           | Apulien                 | Foggia–Bovino                                       | 1806 (ab 12. Jh.)                                      | Kathedrale |
| San Giacomo Apostolo                                                                 | Caltagirone                      | Sizilien                | Caltagirone                                         | 1816                                                   | (UNESCO-Welterbe) |
| Nostra Signora Assunta                                                               | Savona                           | Ligurien                | Savona–Noli                                         | 1816                                                   | Kathedrale |
| Madonna delle Grazie di Montenero                                                    | Livorno                          | Toskana                 | Livorno                                             | 1818                                                   | Heiligtum |
| San Panfilo Vescovo                                                                  | Sulmona                          | Abruzzen                | Sulmona–Valva                                       | 1818 (Wiederaufbau ab 1075)                            | Kathedrale |
| Santa Maria Maggiore                                                                 | Nicosia                          | Sizilien                | Nicosia                                             | 1819                                                   | |
| Santa Maria in Monte Santo                                                           | Rom                              | Latium                  | Rom                                                 | 1825 (1662–1679)                                       | |
| Maria Santissima Assunta in Cielo                                                    | Capua                            | Kampanien               | Capua                                               | 1827                                                   | Kathedrale |
| Maria Santissima Assunta in Cielo                                                    | Lucera                           | Apulien                 | Lucera–Troia                                        | 1834                                                   | Kathedrale |
| Assunzione di Maria Virgine                                                          | Parma                            | Emilia-Romagna          | Parma                                               | 1834 (vor 1074–1178)                                   | Kathedrale |
| Sant’Eusebio                                                                         | Vercelli                         | Piemont                 | Vercelli                                            | 1834                                                   | Kathedrale |
| San Francesco di Paola                                                               | Neapel                           | Kampanien               | Neapel                                              | 1836 (Weihe 1836)                                      | (UNESCO-Welterbe) |
| Santa Maria                                                                          | Rieti                            | Latium                  | Rieti                                               | 1841                                                   | Kathedrale |
| Maria Santissima Assunta                                                             | Gaeta                            | Latium                  | Gaeta                                               | 1848                                                   | Kathedrale |
| San Barnaba                                                                          | Marino                           | Latium                  | Albano                                              | 1851 (1640–1655)                                       | |
| Santa Maria Madre di Dio, Sant’Emidio                                                | Ascoli Piceno                    | Marken                  | Ascoli Piceno                                       | 1857 (8. Jh.–1539)                                     | Kathedrale |
| San Tommaso Apostolo                                                                 | Ortona                           | Abruzzen                | Lanciano–Ortona                                     | 1859                                                   | Konkathedrale |
| San Pancrazio Martire                                                                | Albano Laziale                   | Latium                  | Albano                                              | 1865                                                   | Kathedrale |
| Visitazione e San Giovanni Battista                                                  | Brindisi                         | Apulien                 | Brindisi–Ostuni                                     | 1867 (ab 12. Jh.)                                      | Kathedrale |
| Santa Maria della Quercia                                                            | Viterbo                          | Latium                  | Viterbo                                             | 1867                                                   | |
| Sant’Ambrogio                                                                        | Mailand                          | Lombardei               | Mailand                                             | 1874 (379–1099)                                        | Klosterkirche |
| Madonna dei Miracoli                                                                 | Motta di Livenza                 | Venetien                | Vittorio Veneto                                     | 1875                                                   | Heiligtum |
| San Domenico                                                                         | Bologna                          | Emilia-Romagna          | Bologna                                             | 1884                                                   | |
| Santi Florido e Amanzio                                                              | Città di Castello                | Umbrien                 | Città di Castello                                   | 1888                                                   | Kathedrale |
| Santa Maria Assunta                                                                  | Orvieto                          | Umbrien                 | Orvieto–Todi                                        | 1889 (ab 1290)                                         | Kathedrale |
| San Giusto Martire                                                                   | Trieste                          | Friaul-Julisch Venetien | Trieste                                             | 1899 (1302–1320)                                       | Kathedrale |
| San Giorgio Maggiore                                                                 | Venedig                          | Venetien                | Venedig                                             | 1900 (1566–1610)                                       | Abteikirche (UNESCO-Welterbe) |
| Santuario Basilica Pontificia della Madonna del Rosario                              | Pompei                           | Kampanien               | Pompei                                              | 1901 (1876–1901)                                       | Päpstliche Basilika (seit 1901) |
| Beata Vergine del Santo Rosario di Fontanellato                                      | Fontanellato                     | Emilia-Romagna          | Parma                                               | 1903                                                   | Heiligtum |
| Madre de Buon Consiglio                                                              | Genazzano                        | Latium                  | Palestrina                                          | 1903                                                   | Heiligtum |
| Nostra Signora dell’Orto e di Montallegro                                            | Chiavari                         | Ligurien                | Chiavari                                            | 1904 (Fertigstellung 1633)                             | Kathedrale, Heiligtum |
| Nostra Signora di Misericordia                                                       | Savona                           | Ligurien                | Savona–Noli                                         | 1904 (1536–1540)                                       | Heiligtum |
| Santa Maria di Monte Berico                                                          | Vicenza                          | Venetien                | Vicenza                                             | 1904 (ab 1688)                                         | Heiligtum (UNESCO-Welterbe) |
| Santa Maria Immacolata                                                               | Genua                            | Ligurien                | Genua                                               | 1905                                                   | |
| Santa Croce                                                                          | Lecce                            | Apulien                 | Lecce                                               | 1905 (ab 1353)                                         | |
| Nostra Signore di Caravaggio (della Fonte)                                           | Caravaggio                       | Lombardei               | Cremona                                             | 1906                                                   | |
| Beata Vergine della Navicella (in San Giacomo Apostolo)                              | Chioggia                         | Venetien                | Chioggia                                            | 1906                                                   | |
| Santuario della Consolata                                                            | Turin                            | Piemont                 | Turin                                               | 1906                                                   | |
| Beata Vergine di San Luca                                                            | Bologna                          | Emilia-Romagna          | Bologna                                             | 1907 (1194–1765)                                       | Heiligtum |
| San Lorenzo in Lucina                                                                | Rom                              | Latium                  | Rom                                                 | 1908 (11. Jh.–1130)                                    | Titelkirche |
| Sant’Alfonso Maria de’ Liguori                                                       | Pagani                           | Kampanien               | Nocera Inferiore – Sarno                            | 1908                                                   | |
| San Clemente in Santa Maria dei Servi                                                | Siena                            | Toskana                 | Siena–Colle di Val d’Elsa–Montalcino                | 1908 (Fertigstellung 1537)                             | (UNESCO-Welterbe) |
| Santa Maria degli Angeli                                                             | Assisi                           | Umbrien                 | Assisi – Nocera Umbra – Gualdo Tadino               | 1909 (1569–1679)                                       | Basilica maior, Papstbasilika, ehem. Patriarchalbasilika (1909–2006), UNESCO-Welterbe                                                                                                  |
| Santa Maria Assunta                                                                  | Cividale del Friuli              | Friaul-Julisch Venetien | Udine                                               | 1909 (Umbau 15./16. Jh.)                               | |
| Madonna del Ponte                                                                    | Lanciano                         | Abruzzen                | Lanciano–Ortona                                     | 1909 (15./16. Jh.)                                     | Kathedrale |
| Santa Giustina                                                                       | Padua                            | Venetien                | Padua                                               | 1909                                                   | Abteikirche |
| Santa Trofimena                                                                      | Minori                           | Kampanien               | Amalfi – Cava de’ Tirreni                           | 1910                                                   | |
| Santa Maria Assunta                                                                  | Gandino                          | Lombardei               | Bergamo                                             | 1911                                                   | |
| Santa Maria del Pilastrello                                                          | Lendinara                        | Venetien                | Adria–Rovigo                                        | 1911                                                   | Abteikirche |
| San Giacomo degli Spagnoli                                                           | Neapel                           | Kampanien               | Neapel                                              | 1911 (ab 1540)                                         | (P) (UNESCO-Welterbe) |
| San Giacomo (Abtei von Pontida)                                                      | Pontida                          | Lombardei               | Bergamo                                             | 1911 (Gründung 1076)                                   | Abteikirche |
| Maria [Santissima] Ausiliatrice                                                      | Turin                            | Piemont                 | Turin                                               | 1911 (1865–1868)                                       | Heiligtum |
| Santa Chiara                                                                         | Assisi                           | Umbrien                 | Assisi – Nocera Umbra – Gualdo Tadino               | 1912 (1255–1265)                                       | Klosterkirche (UNESCO-Welterbe) |
| Santa Maria ad Rupes                                                                 | Castel Sant’Elia                 | Latium                  | Civita Castellana                                   | 1912                                                   | |
| San Vigilio Vescovo                                                                  | Trient                           | Trentino-Südtirol       | Trient                                              | 1913                                                   | Kathedrale |
| Santa Maria del Lauro                                                                | Meta di Sorrento                 | Kampanien               | Sorrento – Castellammare di Stabia                  | 1914                                                   | |
| San Michele Arcangelo                                                                | Piano di Sorrento                | Kampanien               | Sorrento – Castellammare di Stabia                  | 1914                                                   | |
| Nostra Signora della Guardia sul Monte Figogna                                       | Monte Figogna                    | Ligurien                | Genua                                               | 1915 (16. Jh.)                                         | Heiligtum |
| Santa Maria di Pozzano                                                               | Castellammare di Stabia          | Kampanien               | Sorrento – Castellammare di Stabia                  | 1916                                                   | |
| Santa Maria Addolorata e San Filippo Benizi                                          | Monte Senario                    | Toskana                 | Florenz                                             | 1917                                                   | |
| Santa Maria del Carmine Maggiore                                                     | Neapel                           | Kampanien               | Neapel                                              | 1917 (um 1200–um 1700)                                 | (UNESCO-Welterbe) |
| Madonna Grande                                                                       | Treviso                          | Venetien                | Treviso                                             | 1917                                                   | |
| San Giovanni Battista dei Fiorentini                                                 | Rom                              | Latium                  | Rom                                                 | 1918 (1509–18. Jh.)                                    | Titelkirche |
| Santa Maria Assunta e San Pantaleone                                                 | Ravello                          | Kampanien               | Amalfi – Cava de’ Tirreni                           | 1918                                                   | ehemalige Kathedrale |
| Santa Maria della Neve                                                               | Cuglieri                         | Sardinien               | Alghero – Bosa                                      | 1919                                                   | |
| Santa Maria Novella                                                                  | Florenz                          | Toskana                 | Florenz                                             | 1919 (13./14. Jh.)                                     | (UNESCO-Welterbe) |
| Sant’Ubaldo                                                                          | Gubbio                           | Umbrien                 | Gubbio                                              | 1919                                                   | |
| Santa Maria degli Angeli e dei Martiri                                               | Rom                              | Latium                  | Rom                                                 | 1920 (16. Jh.)                                         | Titelkirche |
| San Giuliano                                                                         | Caltagirone                      | Sizilien                | Caltagirone                                         | 1920                                                   | Kathedrale (UNESCO-Welterbe) |
| Sacro Cuore di Gesù a Castro Pretorio                                                | Rom                              | Latium                  | Rom                                                 | 1921 (1880–1887)                                       | Titelkirche |
| Santa Maria Sanavalle di Follina (Kloster Follina)                                   | Follina                          | Venetien                | Vittorio Veneto                                     | 1921 (Gründung 1146, Aufhebung 1573)                   | ehemaliges Kloster |
| Santa Maria Assunta                                                                  | La Verna                         | Toskana                 | Arezzo – Cortona – Sansepolcro                      | 1921                                                   | |
| Santo Stefano                                                                        | Lavagna                          | Ligurien                | Chiavari                                            | 1921 (1650–1668)                                       | |
| Madonna della Misericordia                                                           | Macerata                         | Marken                  | Macerata                                            | 1921 (ab 1734)                                         | Heiligtum |
| Maria Santissima della Madia                                                         | Monopoli                         | Apulien                 | Conversano – Monopoli                               | 1921                                                   | Konkathedrale |
| San Domenico Maggiore                                                                | Neapel                           | Kampanien               | Neapel                                              | 1921 (1656)                                            | (UNESCO-Welterbe) |
| San Francesco di Paola                                                               | Paola                            | Kalabrien               | Cosenza – Bisignano                                 | 1921                                                   | Heiligtum |
| Beata Vergine delle Grazie                                                           | Udine                            | Friaul-Julisch Venetien | Udine                                               | 1921 (ab 1479)                                         | ehemaliges Kloster |
| Santa Maria della Salute                                                             | Venedig                          | Venetien                | Venedig                                             | 1921 (1631–1687)                                       | (UNESCO-Welterbe) |
| San Martino                                                                          | Alzano Lombardo                  | Lombardei               | Bergamo                                             | 1922                                                   | |
| San Zanipolo                                                                         | Venedig                          | Venetien                | Venedig                                             | 1922 (Fertigstellung 1343)                             | (UNESCO-Welterbe) |
| Maria Santissima di Materdomini                                                      | Nocera Superiore (Materdomini)   | Kampanien               | Nocera Inferiore – Sarno                            | 1923                                                   | Heiligtum |
| Santa Maria dell’Addolorata di Rho                                                   | Rho                              | Lombardei               | Mailand                                             | 1923 (ab 1553)                                         | Heiligtum |
| Beata Vergine dei Miracoli                                                           | Saronno                          | Lombardei               | Mailand                                             | 1923 (ab 1498)                                         | Heiligtum |
| Santi Bartolomeo e Gaetano                                                           | Bologna                          | Emilia-Romagna          | Bologna                                             | 1924                                                   | |
| Santa Maria all’Impruneta                                                            | Impruneta                        | Toskana                 | Florenz                                             | 1924                                                   | |
| San Francesco d’Assisi                                                               | Palermo                          | Sizilien                | Palermo                                             | 1924 (13. Jh.)                                         | |
| Sant’Antonio Abate                                                                   | Sorrento                         | Kampanien               | Sorrento – Castellammare di Stabia                  | 1924                                                   | |
| Santa Maria della Pace                                                               | Campagna                         | Kampanien               | Salerno – Campagna – Acerno                         | 1925 (1514–1750)                                       | Konkathedrale |
| Santi Gervasio e Protasio                                                            | Rapallo                          | Ligurien                | Chiavari                                            | 1925 (Weihe 1118)                                      | |
| San Domenico                                                                         | Siena                            | Toskana                 | Siena – Colle di Val d’Elsa –Montalcino             | 1925 (ab 1226)                                         | (UNESCO-Welterbe) |
| San Vittore Martire                                                                  | Varese                           | Lombardei               | Mailand                                             | 1925                                                   | |
| San Ciriaco                                                                          | Ancona                           | Marken                  | Ancona – Osimo                                      | 1926 (996–1017)                                        | Kathedrale |
| Nostra Signora di Bonaria                                                            | Cagliari                         | Sardinien               | Cagliari                                            | 1926 (1324–20. Jh.)                                    | Heiligtum |
| Santa Agata                                                                          | Catania                          | Sizilien                | Catania                                             | 1926 (ab 1709)                                         | Kathedrale (UNESCO-Welterbe) |
| Santa Maria La Nuova                                                                 | Monreale                         | Sizilien                | Monreale                                            | 1926 (1172–1176)                                       | Kathedrale |
| San Marino                                                                           | San Marino (Stadt)               | San Marino (Republik)   | San Marino – Montefeltro                            | 1926 (1626–1638)                                       | Konkathedrale (UNESCO-Welterbe) |
| Santa Maria Gloriosa dei Frari                                                       | Venedig                          | Venetien                | Venedig                                             | 1926 (1250–1338)                                       | (UNESCO-Welterbe) |
| Santa Margherita Penitente                                                           | Cortona                          | Toskana                 | Arezzo – Cortona – Sansepolcro                      | 1927                                                   | Heiligtum |
| Apparizione della Beata Vergine                                                      | Tirano                           | Lombardei               | Como                                                | 1927                                                   | Heiligtum |
| Gesù Bambino di Praga                                                                | Arenzano                         | Ligurien                | Genua                                               | 1928                                                   | Heiligtum |
| San Pardo                                                                            | Larino                           | Molise                  | Termoli – Larino                                    | 1928                                                   | Konkathedrale |
| Corpus Domini (del Miracolo Eucaristico)                                             | Turin                            | Piemont                 | Turin                                               | 1928                                                   | |
| Santi Ambrogio e Carlo [al Corso]                                                    | Rom                              | Latium                  | Rom                                                 | 1929 (1612–1669)                                       | Titelkirche |
| San Gabriele dell’Addolorata                                                         | Isola del Gran Sasso d’Italia    | Abruzzen                | Teramo – Atri                                       | 1929                                                   | Heiligtum |
| San Celso                                                                            | Mailand                          | Lombardei               | Mailand                                             | 1929                                                   | |
| Santa Maria delle Grazie                                                             | San Giovanni Valdarno            | Toskana                 | Fiesole                                             | 1929                                                   | |
| San Pietro e San Paolo                                                               | Sessa Aurunca                    | Kampanien               | Sessa Aurunca                                       | 1929                                                   | |
| Materdomini                                                                          | Caposele                         | Kampanien               | Sant’Angelo dei Lombardi – Conza – Nusco – Bisaccia | 1930                                                   | Heiligtum |
| San Giovanni Battista                                                                | Finale Ligure                    | Ligurien                | Savona – Noli                                       | 1930                                                   | |
| San Francesco di Paola                                                               | Genua                            | Ligurien                | Genua                                               | 1930                                                   | (UNESCO-Welterbe) |
| Sant’Antonio da Padova in Via Merulana                                               | Rom                              | Latium                  | Rom                                                 | 1931 (1884–1888)                                       | Titelkirche |
| Santa Maria dell’Olmo                                                                | Cava de’ Tirreni                 | Kampanien               | Amalfi – Cava de’ Tirreni                           | 1931                                                   | |
| Santa Maria dell’Umiltà                                                              | Pistoia                          | Toskana                 | Pistoia                                             | 1931                                                   | |
| Santa Maria Assunta (Basilica dell’Assunta in Sacro Monte di Varallo)                | Varallo Sesia                    | Piemont                 | Novara                                              | 1931 (1486–1493)                                       | |
| Santa Maria Assunta                                                                  | San Gimignano                    | Toskana                 | Siena – Colle di Val d’Elsa – Montalcino            | 1932 (ab 12. Jh.)                                      | |
| San Pietro Apostolo                                                                  | Senigallia                       | Marken                  | Senigalla                                           | 1932                                                   | Kathedrale |
| Santi Pietro e Paolo                                                                 | Acireale                         | Sizilien                | Acireale                                            | 1933                                                   | |
| Santa Croce e San Francesco                                                          | Florenz                          | Toskana                 | Florenz                                             | 1933 (Grundsteinlegung 1295)                           | (UNESCO-Welterbe) |
| San Geminiano                                                                        | Modena                           | Emilia-Romagna          | Modena–Nonantola                                    | 1934 (Weihe 1184)                                      | Kathedrale (UNESCO-Welterbe) |
| San Francesco                                                                        | Bologna                          | Emilia-Romagna          | Bologna                                             | 1935 (ab 1236)                                         | |
| Santissima Vergine di Mondovì a Vico (Regina Montis Regalis)                         | Vicoforte                        | Piemont                 | Mondovì                                             | 1935 (ab 1596)                                         | Heiligtum |
| Santi Siro e Materno                                                                 | Desio                            | Lombardei               | Mailand                                             | 1936                                                   | |
| Sant’Antonio di Padova                                                               | Mailand                          | Lombardei               | Mailand                                             | 1937                                                   | |
| San Carlo Borromeo al Corso                                                          | Mailand                          | Lombardei               | Mailand                                             | 1938 (1832–1847)                                       | |
| San Francesco d’Assisi (San Lucchese)                                                | Poggibonsi                       | Toskana                 | Siena – Colle di Val d’Elsa – Montalcino            | 1938                                                   | |
| Santa Teresa di Gesù Bambino in Tombetta                                             | Verona                           | Venetien                | Verona                                              | 1938                                                   | Heiligtum |
| Sant’Antonio da Padova                                                               | Bologna                          | Emilia-Romagna          | Bologna                                             | 1939                                                   | |
| Sacro Cuore di Gesù                                                                  | Sanremo                          | Ligurien                | Ventimiglia – San Remo                              | 1939                                                   | |
| San Lorenzo                                                                          | Mortara                          | Lombardei               | Vigevano                                            | 1939                                                   | |
| Santa Maria delle Carceri                                                            | Prato                            | Toskana                 | Prato                                               | 1939 (1486–1495)                                       | |
| Santa Maria dell’Immacolata                                                          | Agrigent                         | Sizilien                | Agrigent                                            | 1940                                                   | |
| San Biagio                                                                           | Maratea                          | Kampanien               | Teggiano – Policastro                               | 1940                                                   | |
| Sant’Ambrogio                                                                        | Monfalcone                       | Friaul-Julisch Venetien | Görz                                                | 1940                                                   | |
| San Lorenzo Martire                                                                  | Viterbo                          | Latium                  | Viterbo                                             | 1940                                                   | Kathedrale |
| San Martino e Santa Maria                                                            | Bologna                          | Emilia-Romagna          | Bologna                                             | 1941                                                   | |
| San Giorgio                                                                          | Como                             | Lombardei               | Como                                                | 1941                                                   | |
| Sant’Andrea delle Fratte                                                             | Rom                              | Latium                  | Rom                                                 | 1942 (16./17. Jh.)                                     | Titelkirche |
| Santa Maria del Sasso                                                                | Bibbiena                         | Toskana                 | Arezzo – Cortona – Sansepolcro                      | 1942                                                   | |
| San Marco                                                                            | Florenz                          | Toskana                 | Florenz                                             | 1942 (Fertigstellung 1310)                             | (UNESCO-Welterbe) |
| San Lorenzo                                                                          | Monticelli d’Ongina              | Emilia-Romagna          | Fidenza                                             | 1942                                                   | |
| Nostra Signora di Montallegro                                                        | Rapallo                          | Ligurien                | Chiavari                                            | 1942                                                   | Heiligtum |
| San Giacomo, San Filippo e Cuore Immacolato di Maria                                 | Taggia                           | Ligurien                | Ventimiglia – San Remo                              | 1942                                                   | |
| San Nicolò                                                                           | Lecco                            | Lombardei               | Mailand                                             | 1943                                                   | |
| Santa Margherita d’Antiochia                                                         | Montefiascone                    | Latium                  | Viterbo                                             | 1943                                                   | ehemalige Kathedrale |
| San Lorenzo in Campo                                                                 | San Lorenzo in Campo             | Marken                  | Fano – Fossombrone – Cagli – Pergola                | 1943                                                   | Klosterkirche |
| Maria Santissima Annunziata                                                          | Otranto                          | Apulien                 | Otranto                                             | 1945                                                   | Kathedrale |
| Santa Maria Maggiore                                                                 | Piedimonte Matese                | Kampanien               | Alife – Caiazzo                                     | 1945                                                   | |
| Santa Maria dell’Elemosina                                                           | Catania                          | Sizilien                | Catania                                             | 1946                                                   | (UNESCO-Welterbe) |
| Santa Maria Assunta                                                                  | Gallarate                        | Lombardei               | Mailand                                             | 1946 (1856–1861)                                       | |
| Santa Agata Vergine                                                                  | Gallipoli                        | Apulien                 | Nardò – Gallipoli                                   | 1946                                                   | Konkathedrale |
| Madonna del Monte                                                                    | Genua                            | Ligurien                | Genua                                               | 1946                                                   | Heiligtum (UNESCO-Welterbe) |
| Madonna della Salute e San Pietro                                                    | Goito                            | Lombardei               | Mantua                                              | 1946                                                   | |
| San Bernardino da Siena                                                              | L’Aquila                         | Abruzzen                | L’Aquila                                            | 1946                                                   | |
| San Vittore                                                                          | Missaglia                        | Lombardei               | Mailand                                             | 1946                                                   | |
| San Vittore                                                                          | Verbania                         | Piemont                 | Novara                                              | 1947                                                   | |
| Maria Santissima Assunta                                                             | Messina                          | Sizilien                | Messina – Lipari – Santa Lucia del Mela             | 1947 (Weihe 1197)                                      | Kathedrale |
| San Maurizio                                                                         | Porto Maurizio                   | Ligurien                | Albenga – Imperia                                   | 1947                                                   | |
| Santi Vincenzo Ferreri e Caterina de’ Ricci                                          | Prato                            | Toskana                 | Prato                                               | 1947                                                   | |
| San Siro                                                                             | Sanremo                          | Ligurien                | Ventimiglia – San Remo                              | 1947 (12. Jh.)                                         | |
| San Michele Arcangelo                                                                | Sant’Angelo in Vado              | Marken                  | Urbino – Urbania – Sant’Angelo in Vado              | 1947                                                   | Konkathedrale |
| Santa Maria Assunta                                                                  | Sarzana                          | Ligurien                | La Spezia – Sarzana – Brugnato                      | 1947                                                   | Konkathedrale |
| San Basso e San Timoteo                                                              | Termoli                          | Molise                  | Termoli – Larino                                    | 1947                                                   | Kathedrale |
| Maria Santissima Annunziata                                                          | Acireale                         | Sizilien                | Acireale                                            | 1948 (16. Jh.–1890)                                    | Kathedrale |
| San Giovanni Battista                                                                | Busto Arsizio                    | Lombardei               | Mailand                                             | 1948 (13. Jh.–1634)                                    | |
| San Pietro Apostolo                                                                  | Faenza                           | Emilia-Romagna          | Faenza – Modigliana                                 | 1948                                                   | Kathedrale |
| San Giovanni Battista                                                                | Lecce                            | Apulien                 | Lecce                                               | 1948 (1691–1728)                                       | |
| San Martino V.                                                                       | Magenta                          | Lombardei               | Mailand                                             | 1948                                                   | |
| San Biagio                                                                           | Finale Ligure                    | Ligurien                | Savona – Noli                                       | 1949                                                   | |
| San Procolo Martire                                                                  | Pozzuoli                         | Kampanien               | Pozzuoli                                            | 1949                                                   | Kathedrale |
| San Bernadino all’Osservanza (Basilica dell’Osservanza)                              | Siena (außerhalb der Stadtmauer) | Toskana                 | Siena – Colle di Val d’Elsa – Montalcino            | 1924                                                   | (UNESCO-Welterbe) |
| San Francesco                                                                        | Viterbo                          | Latium                  | Viterbo                                             | 1949                                                   | |
| San Paolo Apostolo                                                                   | Alatri                           | Latium                  | Anagni – Alatri                                     | 1950                                                   | Konkathedrale |
| Mariä Himmelfahrt und St. Kassian (Brixner Dom, Santa Maria Assunta e San Cassiano)  | Brixen / Bressanone              | Trentino-Südtirol       | Bozen – Brixen                                      | 1950 (10. Jh.–1754)                                    | Konkathedrale |
| San Venanzio                                                                         | Camerino                         | Marken                  | Camerino – San Severino Marche                      | 1950                                                   | |
| San Paolo                                                                            | Cantù                            | Lombardei               | Mailand                                             | 1950                                                   | |
| San Magno                                                                            | Legnano                          | Lombardei               | Mailand                                             | 1950                                                   | |
| Corpus Domini                                                                        | Mailand                          | Lombardei               | Mailand                                             | 1950                                                   | |
| Santa Francesca Saverio Cabrini                                                      | Sant’Angelo Lodigiano            | Lombardei               | Lodi                                                | 1950                                                   | |
| Maria Santissima di Trapani                                                          | Trapani                          | Sizilien                | Trapani                                             | 1950                                                   | Heiligtum |
| Santa Maria Assunta                                                                  | Urbino                           | Marken                  | Urbino – Urbania – Sant’Angelo in Vado              | 1950 (Grundsteinlegung 1021)                           | Kathedrale (UNESCO-Welterbe) |
| Santa Maria Assunta (Abtei von Vallombrosa)                                          | Vallombrosa                      | Toskana                 | Fiesole                                             | 1950 (Weihe 1058)                                      | Abteikirche |
| Sant’Eugenio                                                                         | Rom                              | Latium                  | Rom                                                 | 1951                                                   | Titelkirche |
| Santa Teresa d’Avila                                                                 | Rom                              | Latium                  | Rom                                                 | 1951 (1901–1902)                                       | Titelkirche |
| San Gerlando                                                                         | Agrigent                         | Sizilien                | Agrigent                                            | 1951 (1096–1102)                                       | Kathedrale |
| Santo Sepolcro                                                                       | Barletta                         | Apulien                 | Trani – Barletta – Bisceglie                        | 1951(11.–13. Jh.)                                      | |
| Santa Maria Assunta (Dom zu Como)                                                    | Como                             | Lombardei               | Como                                                | 1951                                                   | Kathedrale |
| Madonna del Molino                                                                   | Lugo                             | Emilia-Romagna          | Imola                                               | 1951                                                   | |
| San Paolo Maggiore                                                                   | Neapel                           | Kampanien               | Neapel                                              | 1951 (Wiederaufbau ab 1688)                            | (UNESCO-Welterbe) |
| Santa Margherita d’Antiochia                                                         | Santa Margherita Ligure          | Ligurien                | Chiavari                                            | 1951                                                   | |
| Santa Maria Assunta                                                                  | Serralunga di Crea               | Piemont                 | Casale Monferrato                                   | 1951                                                   | Heiligtum |
| Nostra Signora Assunta                                                               | Genua                            | Ligurien                | Genua                                               | 1951                                                   | |
| San Martino e Santa Maria Assunta                                                    | Treviglio                        | Lombardei               | Mailand                                             | 1951                                                   | |
| Sant’Andrea Apostolo                                                                 | Subiaco                          | Latium                  | Subiaco                                             | 1952                                                   | Konkathedrale |
| San Pietro Apostolo                                                                  | Broni                            | Lombardei               | Tortona                                             | 1953                                                   | |
| Santa Maria Assunta                                                                  | Fano                             | Marken                  | Fano – Fossombrone – Cagli – Pergola                | 1953                                                   | Kathedrale |
| San Sabino                                                                           | Bari                             | Apulien                 | Bari – Bitonto                                      | 1954                                                   | Kathedrale |
| Santa Maria dei Servi                                                                | Bologna                          | Emilia-Romagna          | Bologna                                             | 1954 (ab 1346)                                         | |
| Maria Santissima Immacolata                                                          | Catanzaro                        | Kalabrien               | Catanzaro – Squillace                               | 1954                                                   | Heiligtum |
| Santa Maria del Carmine                                                              | Florenz                          | Toskana                 | Florenz                                             | 1954 (Wiederaufbau nach 1771)                          | (UNESCO-Welterbe) |
| Maria Santissima Assunta                                                             | Nola                             | Kampanien               | Nola                                                | 1954 (ab 1395)                                         | Kathedrale |
| Santa Maria Assunta                                                                  | Padua                            | Venetien                | Padua                                               | 1954                                                   | Klosterkirche |
| Santa Maria di Campagna                                                              | Piacenza                         | Emilia-Romagna          | Piacenza – Bobbio                                   | 1954                                                   | |
| Santa Maria del Piratello                                                            | Piratello                        | Emilia-Romagna          | Imola                                               | 1954                                                   | Heiligtum |
| Santa Maria della Ghiara (Tempio della Beata Vergine)                                | Reggio nell’Emilia               | Emilia-Romagna          | Reggio Calabria – Bova                              | 1954 (Weihe 1619)                                      | |
| San Francesco d’Assisi                                                               | Arezzo                           | Toskana                 | Arezzo – Cortona – Sansepolcro                      | 1955 (1318–1377)                                       | |
| Santa Rita da Cascia                                                                 | Cascia                           | Umbrien                 | Spoleto – Norcia                                    | 1955                                                   | Heiligtum |
| San Leopardo                                                                         | Osimo                            | Marken                  | Ancona – Osimo                                      | 1955                                                   | Konkathedrale |
| Madonna dei Poveri                                                                   | Seminara                         | Kalabrien               | Mileto – Nicotera – Tropea                          | 1955                                                   | |
| Santa Maria Assunta                                                                  | Teramo                           | Abruzzen                | Teramo – Atri                                       | 1955 (ab 1158)                                         | Kathedrale |
| Assunzione della Beata Maria Vergine                                                 | Acerenza                         | Basilikata              | Acerenza                                            | 1956                                                   | Kathedrale |
| San Marco                                                                            | Boretto                          | Emilia-Romagna          | Reggio Calabria – Bova                              | 1956                                                   | |
| San Francesco d’Assisi                                                               | Ferrara                          | Emilia-Romagna          | Ferrara – Comacchio                                 | 1956                                                   | (UNESCO-Welterbe) |
| San Pietro                                                                           | Modena                           | Emilia-Romagna          | Modena – Nonantola                                  | 1956                                                   | Klosterkirche |
| Mariä Himmelfahrt (Kloster Neustift)                                                 | Vahrn / Varna                    | Trentino-Südtirol       | Bozen – Brixen                                      | 1956 (Weihe 1142)                                      | Propsteikirche (Kloster deutschsprachig) |
| Madonna delle Grazie                                                                 | Benevent                         | Kampanien               | Benevent                                            | 1957 (ab 1837)                                         | |
| Madonna Nera di Oropa                                                                | Biella                           | Piemont                 | Biella                                              | 1957                                                   | Heiligtum (UNESCO-Welterbe) |
| Santa Maria Assunta (Kloster Casamari)                                               | Casamari                         | Latium                  | Frosinone – Veroli – Ferentino                      | 1957 (Gründung 1035)                                   | Abteikirche |
| San Frediano                                                                         | Lucca                            | Toskana                 | Lucca                                               | 1957 (1118–1147)                                       | |
| Santa Maria di Lourdes                                                               | Mailand                          | Lombardei               | Mailand                                             | 1957                                                   | |
| Santa Maria del Rimedio                                                              | Oristano                         | Sardinien               | Oristano                                            | 1957                                                   | |
| Santa Maria                                                                          | Randazzo                         | Sizilien                | Acireale                                            | 1957                                                   | |
| Maria Santissima Assunta                                                             | Santa Maria a Vico               | Kampanien               | Acerra                                              | 1957                                                   | |
| Santa Croce                                                                          | Torre del Greco                  | Kampanien               | Neapel                                              | 1957/8                                                 | (P) |
| Santa Maria Assunta                                                                  | Volterra                         | Toskana                 | Volterra                                            | 1957 (ab 12. Jh.)                                      | Kathedrale |
| Santa Maria ad nives                                                                 | Crema                            | Lombardei               | Crema                                               | 1958                                                   | |
| Madonna del Bosco                                                                    | Imbersago                        | Lombardei               | Mailand                                             | 1958                                                   | Heiligtum |
| Santa Maria Assunta                                                                  | Melfi                            | Basilikata              | Melfi – Rapolla – Venosa                            | 1958 (1776–1770)                                       | Kathedrale |
| Gesù Vecchio dell’Immacolata di Don Placido                                          | Neapel                           | Kampanien               | Neapel                                              | 1958 (ab 1554)                                         | Heiligtum (UNESCO-Welterbe) |
| San Bartolomeo Apostolo                                                              | Pontecorvo                       | Latium                  | Sora – Cassino – Aquino – Pontecorvo                | 1958                                                   | Konkathedrale |
| Santa Maria di Re (Madonna del Sangue)                                               | Re                               | Piemont                 | Novara                                              | 1958 (ab 1894)                                         | Heiligtum |
| Sacro Cuore                                                                          | Grosseto                         | Toskana                 | Grosseto                                            | 1958                                                   | |
| San Bartolomeo e San Girolamo Emiliani                                               | Somasco                          | Lombardei               | Bergamo                                             | 1958                                                   | |
| Santa Maria Annunziata                                                               | Todi                             | Umbrien                 | Orvieto – Todi                                      | 1958                                                   | Konkathedrale |
| Santa Maria Assunta                                                                  | Troia                            | Apulien                 | Lucera – Troia                                      | 1958 (1093–1125)                                       | Konkathedrale |
| San Paolino                                                                          | Viareggio                        | Toskana                 | Lucca                                               | 1958 (ab 1896)                                         | |
| Sacro Cuore Immacolato di Maria ai Parioli                                           | Rom                              | Latium                  | Rom                                                 | 1959 (1923–1951)                                       | |
| Santa Teresa del Bambino Gesù                                                        | Anzio                            | Latium                  | Albano                                              | 1959                                                   | Heiligtum |
| San Giorgio                                                                          | Ferrara                          | Emilia-Romagna          | Ferrara – Comacchio                                 | 1959 (ab 12. Jh.)                                      | Kathedrale (UNESCO-Welterbe) |
| San Mercuriale (Abtei von San Mercuriale)                                            | Forlì                            | Emilia-Romagna          | Forlì – Bertinoro                                   | 1959 (1178–1180)                                       | ehemaliges Kloster |
| Madonna dei Sette Dolori                                                             | Pescara                          | Abruzzen                | Pescara – Penne                                     | 1959                                                   | Heiligtum |
| San Domenico                                                                         | Arezzo                           | Toskana                 | Arezzo – Cortona – Sansepolcro                      | 1960                                                   | |
| San Giovanni Battista                                                                | Cesena                           | Emilia-Romagna          | Cesena–Sarsina                                      | 1960                                                   | Kathedrale |
| Santa Maria del Monte Carmelo                                                        | Padua                            | Venetien                | Padua                                               | 1960                                                   | |
| Risurrezione di Nostro Signore Gesù Cristo                                           | Ravenna                          | Emilia-Romagna          | Ravenna – Cervia                                    | 1960 (Bau seit 1734, unvollendet)                      | Kathedrale |
| Sant’Apollinare in Classe                                                            | Ravenna                          | Emilia-Romagna          | Ravenna – Cervia                                    | 1960 (Fertigstellung 6. Jh.)                           | (UNESCO-Welterbe) |
| San Vitale                                                                           | Ravenna                          | Emilia-Romagna          | Ravenna – Cervia                                    | 1960 (ab 525)                                          | (UNESCO-Welterbe) |
| San Maria in Porto                                                                   | Ravenna                          | Emilia-Romagna          | Ravenna – Cervia                                    | 1960                                                   | |
| San Nicola Pellegrino                                                                | Trani                            | Apulien                 | Trani – Barletta – Bisceglie                        | 1960 (ab 1099)                                         | Kathedrale |
| Santa Maria Maggiore                                                                 | Barletta                         | Apulien                 | Trani – Barletta – Bisceglie                        | 1961 (1126–14. Jh.)                                    | Konkathedrale |
| San Paolo Maggiore                                                                   | Bologna                          | Emilia-Romagna          | Bologna                                             | 1961 (17. Jh.)                                         | |
| Santa Maria Assunta e San Giovanni Battista                                          | Clusone                          | Lombardei               | Bergamo                                             | 1961 (18. Jh.)                                         | |
| San Cassiano                                                                         | Comacchio                        | Emilia-Romagna          | Ferrara – Comacchio                                 | 1961                                                   | Konkathedrale |
| San Domenico                                                                         | Perugia                          | Umbrien                 | Perugia – Città delle Pieve                         | 1961 (Wiederaufbau ab 15. Jh.)                         | |
| Santissima Annuniziata e San Vicinio                                                 | Sarsina                          | Emilia-Romagna          | Cesena – Sarsina                                    | 1961                                                   | Konkathedrale |
| San Catervo                                                                          | Tolentino                        | Marken                  | Macerata                                            | 1961                                                   | Konkathedrale |
| Santa Maria Nuova                                                                    | Abbiategrasso                    | Lombardei               | Mailand                                             | 1962                                                   | |
| Maria Santissima Assunta in Cielo                                                    | Fermo                            | Marken                  | Fermo                                               | 1962                                                   | Kathedrale |
| Santa Maria Assunta della Bruna                                                      | Matera                           | Basilikata              | Matera – Irsina                                     | 1962 (ab 13. Jh.)                                      | Kathedrale |
| Maria Santissima Assunta                                                             | Piazza Armerina                  | Sizilien                | Piazza Armerina                                     | 1962                                                   | Kathedrale |
| San Giovanni Evangelista                                                             | Sansepolcro                      | Toskana                 | Arezzo – Cortona – Sansepolcro                      | 1962 (1012–1049)                                       | Konkathedrale |
| Santa Maria di Nazareth                                                              | Sestri Levante                   | Ligurien                | Chiavari                                            | 1962 (1604–1606)                                       | |
| Santa Maria delle Grazie                                                             | Brescia                          | Lombardei               | Brescia                                             | 1963                                                   | Heiligtum |
| Mariä Himmelfahrt (Abtei Marienberg)                                                 | Burgeis / Burgusio               | Trentino-Südtirol       | Bozen – Brixen                                      | 1963 (Weihe 1150)                                      | Abteikirche (Kloster deutschsprachig) |
| Madonna del Monte (Conadomini)                                                       | Caltagirone                      | Sizilien                | Caltagirone                                         | 1963                                                   | (UNESCO-Welterbe) |
| San Venanzio Martire                                                                 | Fabriano                         | Marken                  | Fabriano – Matelica                                 | 1963                                                   | Kathedrale |
| Sant’Andrea                                                                          | Viareggio                        | Toskana                 | Lucca                                               | 1963                                                   | |
| Santa Croce in via Flaminia                                                          | Rom                              | Latium                  | Rom                                                 | 1964 (1912–1913)                                       | Titelkirche |
| Santa Maria Assunta                                                                  | Atri                             | Abruzzen                | Teramo – Atri                                       | 1964                                                   | Konkathedrale |
| San Luigi Gonzaga                                                                    | Castiglione delle Stiviere       | Lombardei               | Mantua                                              | 1964                                                   | Heiligtum |
| San Pietro Apostolo e San Francesco d’Assisi                                         | Massa                            | Toskana                 | Massa Carrara – Pontremoli                          | 1964 (15.–17. Jh.)                                     | Kathedrale |
| San Cataldo                                                                          | Tarent                           | Apulien                 | Tarent                                              | 1964 (ab 1071)                                         | Kathedrale |
| Sacro Cuore di Cristo Re                                                             | Rom                              | Latium                  | Rom                                                 | 1965 (1924–1934)                                       | Titelkirche |
| Sant’Andrea della Valle                                                              | Rom                              | Latium                  | Rom                                                 | 1965 (1590–1650)                                       | Titelkirche |
| San Camillo de Lellis                                                                | Rom                              | Latium                  | Rom                                                 | 1965 (1906–1910)                                       | Titelkirche |
| San Giovanni Bosco [in via Tuscolana]                                                | Rom                              | Latium                  | Rom                                                 | 1965                                                   | Titelkirche |
| Sacro Cuore di Gesù e Santa Maria Maddalena Penitente                                | Casamicciola Terme               | Kampanien               | Ischia                                              | 1965                                                   | |
| Santa Maria Assunta                                                                  | Montalto delle Marche            | Marken                  | San Benedetto del Tronto – Ripatransone – Montalto  | 1965                                                   | Konkathedrale |
| San Zenone                                                                           | Pistoia                          | Toskana                 | Pistoia                                             | 1965                                                   | Kathedrale |
| San Gregorio Magno                                                                   | Ripatransone                     | Marken                  | San Benedetto del Tronto – Ripatransone – Montalto  | 1965                                                   | Konkathedrale |
| Madonna del Sacro Monte di Viggiano                                                  | Viggiano                         | Basilikata              | Potenza – Muro Lucano – Marsico Nuovo               | 1965                                                   | Heiligtum |
| Santa Maria [Madonna] della Catena                                                   | Laurignano                       | Kalabrien               | Cosenza – Bisignano                                 | 1966                                                   | |
| San Benedetto                                                                        | Norcia                           | Umbrien                 | Spoleto – Norcia                                    | 1966                                                   | |
| San Martino delle Scale                                                              | Palermo                          | Sizilien                | Palermo                                             | 1966                                                   | Klosterkirche |
| Santi Apostoli Pietro e Paolo                                                        | Rom                              | Latium                  | Rom                                                 | 1967 (1939–1955)                                       | Titelkirche |
| Santa Maria del Suffragio                                                            | Grotte di Castro                 | Latium                  | Viterbo                                             | 1967                                                   | Heiligtum |
| San Nicola di Bari                                                                   | Nicosia                          | Sizilien                | Nicosia                                             | 1967                                                   | Kathedrale |
| San Pietro                                                                           | Riposto                          | Sizilien                | Acireale                                            | 1967 (1808–1865)                                       | |
| Santa Maria Ausiliatrice                                                             | Rom                              | Latium                  | Rom                                                 | 1969 (1931–1936)                                       | Titelkirche |
| Santa Maria Assunta                                                                  | Alcamo                           | Sizilien                | Trapani                                             | 1969                                                   | |
| Sacro Cuore di Gesù                                                                  | Casale Monferrato                | Piemont                 | Casale Monferrato                                   | 1969                                                   | |
| San Settimio                                                                         | Jesi                             | Marken                  | Jesi                                                | 1969                                                   | Kathedrale |
| San Giuseppe al Trionfale                                                            | Rom                              | Latium                  | Rom                                                 | 1970 (1909–1912)                                       | Titelkirche |
| Santa Maria dell’Elemosina                                                           | Biancavilla                      | Sizilien                | Catania                                             | 1970                                                   | Heiligtum |
| Nostra Signora dell’Aiuto                                                            | Bobbio                           | Emilia-Romagna          | Piacenza – Bobbio                                   | 1970 (1472–1836)                                       | Heiligtum |
| Santa Maria Assunta                                                                  | Bovino                           | Apulien                 | Foggia–Bovino                                       | 1970                                                   | Konkathedrale |
| Santissima Annunziata                                                                | Camerino                         | Marken                  | Camerino – San Severino Marche                      | 1970                                                   | Kathedrale |
| San Bassiano                                                                         | Lodi                             | Lombardei               | Lodi                                                | 1970                                                   | Kathedrale |
| Nostra Signora delle Grazie e Santa Maria Goretti                                    | Nettuno                          | Latium                  | Albano                                              | 1970                                                   | Heiligtum |
| Maria Santissima dei Lattani                                                         | Roccamonfina                     | Kampanien               | Teano – Calvi                                       | 1970                                                   | Heiligtum |
| Sant’Egidio                                                                          | Latronico                        | Kampanien               | Teggiano – Policastro                               | 1971                                                   | |
| Madre della Consolazione                                                             | Reggio Calabria                  | Kalabrien               | Reggio Calabria – Bova                              | 1971                                                   | |
| Madonna di Monserrato                                                                | Vallelonga                       | Kalabrien               | Mileto – Nicotera – Tropea                          | 1971                                                   | Heiligtum |
| San Lorenzo Martire                                                                  | Verolanuova                      | Lombardei               | Brescia                                             | 1971                                                   | |
| Santi Sisinio, Martirio e Alessandro                                                 | Sanzeno                          | Trentino-Südtirol       | Trient                                              | 1973                                                   | |
| Santa Maria Maggiore                                                                 | Trient                           | Trentino-Südtirol       | Trient                                              | 1973                                                   | |
| San Zeno Maggiore                                                                    | Verona                           | Venetien                | Verona                                              | 1973                                                   | Klosterkirche (UNESCO-Welterbe) |
| Santi Costanzo e Tommaso d’Aquino                                                    | Aquino                           | Latium                  | Sora – Cassino – Aquino – Pontecorvo                | 1974                                                   | Konkathedrale |
| Maria Santissima della Fontenova                                                     | Pescia                           | Toskana                 | Pescia                                              | 1974                                                   | |
| Santi Medici Cosma e Damiano                                                         | Bitonto                          | Apulien                 | Bari – Bitonto                                      | 1975                                                   | Heiligtum |
| San Pietro Apostolo                                                                  | Frascati                         | Latium                  | Frascati                                            | 1975 (1599–1636)                                       | Kathedrale |
| San Cerbone                                                                          | Massa Marittima                  | Toskana                 | Massa Marittima – Piombino                          | 1975                                                   | Kathedrale |
| Santa Cristina                                                                       | Bolsena                          | Latium                  | Orvieto – Todi                                      | 1976                                                   | |
| Santa Maria del Colle                                                                | Pescocostanzo                    | Abruzzen                | Sulmona-Valva                                       | 1976                                                   | Klosterkirche |
| San Pellegrino Laziosi                                                               | Forlì                            | Emilia-Romagna          | Forlì – Bertinoro                                   | 1977                                                   | |
| Santa Maria Maggiore di Siponto                                                      | Siponto                          | Apulien                 | Manfredonia – Vieste – San Giovanni Rotondo         | 1977                                                   | |
| Beata Vergine della Consolazione                                                     | Bedonia                          | Emilia-Romagna          | Piacenza – Bobbio                                   | 1978                                                   | |
| Beata Maria Vergine Madre di Dio Incoronata                                          | Foggia                           | Apulien                 | Foggia – Bovino                                     | 1978                                                   | Heiligtum |
| Maria Santissima Assunta in Cielo                                                    | Reggio Calabria                  | Kalabrien               | Reggio Calabria – Bova                              | 1978 (Fertigstellung 1928)                             | Kathedrale |
| Santa Maria Assunta                                                                  | Carpi                            | Emilia-Romagna          | Carpi                                               | 1979                                                   | Kathedrale |
| Santa Maria di Caravaggio                                                            | Mailand                          | Lombardei               | Mailand                                             | 1979                                                   | |
| San Calogero                                                                         | Monte di Sciacca                 | Sizilien                | Agrigent                                            | 1979                                                   | |
| Maria Santissima del Pettoruto                                                       | San Sosti                        | Kalabrien               | San Marco Argentano – Scalea                        | 1979                                                   | |
| Santa Maria della Neve                                                               | Torre Annunziata                 | Kampanien               | Nola                                                | 1979                                                   | |
| San Martino                                                                          | Belluno                          | Venetien                | Belluno – Feltre                                    | 1980                                                   | Kathedrale |
| San Pietro Apostolo                                                                  | Bisceglie                        | Apulien                 | Trani – Barletta – Bisceglie                        | 1980 (ab 1073)                                         | Konkathedrale |
| Incoronata Madre del Buon Consiglio                                                  | Capodimonte (in Neapel)          | Kampanien               | Neapel                                              | 1980                                                   | |
| San Biagio                                                                           | Cento                            | Emilia-Romagna          | Bologna                                             | 1980                                                   | |
| Beato Angelo d’Acri                                                                  | Cosenza                          | Kalabrien               | Cosenza – Bisignano                                 | 1980                                                   | Heiligtum |
| San Benedetto                                                                        | Gualdo Tadino                    | Umbrien                 | Assisi – Nocera Umbra – Gualdo Tadino               | 1980                                                   | Konkathedrale, Klosterkirche |
| San Giovanni Battista                                                                | Lonato del Garda                 | Lombardei               | Verona                                              | 1980                                                   | |
| San Salvatore                                                                        | Mazara del Vallo                 | Sizilien                | Mazara del Vallo                                    | 1980                                                   | Kathedrale |
| Santa Maria Assunta                                                                  | Nardò                            | Apulien                 | Nardò – Gallipoli                                   | 1980                                                   | Kathedrale, ehemalige Klosterkirche |
| Santa Maria Assunta e San Gerardo Vescovo                                            | Potenza                          | Basilikata              | Potenza – Muro Lucano – Marsico Nuovo               | 1980 (Wiederaufbau im 18. Jh.)                         | Kathedrale |
| Sacro Cuore                                                                          | Sassari                          | Sardinien               | Sassari                                             | 1980 (1943–1969)                                       | |
| San Nicolò di Bari                                                                   | Taormina                         | Sizilien                | Messina – Lipari – Santa Lucia del Mela             | 1980                                                   | |
| San Cassiano Martire                                                                 | Imola                            | Emilia-Romagna          | Imola                                               | 1981 (1187–1271)                                       | Kathedrale |
| San Giuseppe                                                                         | Seregno                          | Lombardei               | Mailand                                             | 1981                                                   | |
| Maria Santissima Assunta in cielo                                                    | Vieste                           | Apulien                 | Manfredonia – Vieste – San Giovanni Rotondo         | 1981 (11. Jh.)                                         | Konkathedrale |
| Santa Maria Assunta                                                                  | Cagli                            | Marken                  | Fano – Fossombrone – Cagli – Pergola                | 1982 (Wiederaufbau ab 1646)                            | Konkathedrale |
| Amore Misericordioso                                                                 | Collevalenza                     | Umbrien                 | Orvieto – Todi                                      | 1982                                                   | Heiligtum |
| Santa Croce di Fonte Avellana (Kloster Fonte Avellana)                               | Serra Sant’Abbondio              | Marken                  | Fano – Fossombrone – Cagli – Pergola                | 1982 (Weihe 980)                                       | Klosterkirche |
| San Tammaro Vescovo                                                                  | Grumano Nevano                   | Kampanien               | Aversa                                              | 1982                                                   | (P) |
| Madonna della Corona (Spiazzi di Ferrara)                                            | Ferrara di Monte Baldo           | Venetien                | Verona                                              | 1982                                                   | Heiligtum |
| San Pietro                                                                           | Collesano                        | Sizilien                | Cefalù                                              | 1983                                                   | |
| Santa Maria Assunta                                                                  | Crotone                          | Kalabrien               | Crotone – Santa Severina                            | 1983 (11. Jh.)                                         | Kathedrale |
| Santa Maria delle Vigne                                                              | Genua                            | Ligurien                | Genua                                               | 1983                                                   | (UNESCO-Welterbe) |
| Sant’Apollinare alle Terme Neroniane-Alessandrine                                    | Rom                              | Latium                  | Rom                                                 | 1984 (1741–1748)                                       | Titelkirche |
| Santa Maria Regina degli Apostoli alla Montagnola                                    | Rom                              | Latium                  | Rom                                                 | 1984 (ab 1947)                                         | |
| Santa Maria Assunta                                                                  | Ariano Irpino                    | Kampanien               | Ariano Irpino – Lacedonia                           | 1984                                                   | Kathedrale |
| San Domenico Savio                                                                   | Lecce                            | Apulien                 | Lecce                                               | 1984                                                   | |
| Maria Santissima della Catena                                                        | Castiglione di Sicilia           | Sizilien                | Acireale                                            | 1985                                                   | |
| Schmerzhafte Mutter (Maria Weißenstein, Santuario della Mater Dolorosa di Pietralba) | Deutschnofen / Nova Ponente      | Trentino-Südtirol       | Bozen – Brixen                                      | 1985 (ab 1638)                                         | Heiligtum, Klosterkirche (Kloster deutschsprachig) |
| Santa Maria della Pace                                                               | Verona                           | Venetien                | Verona                                              | 1986                                                   | |
| Madonna Consolatrice del Carpinello                                                  | Visciano                         | Kampanien               | Nola                                                | 1986                                                   | |
| Maria Santissima Annunziata al Carmine                                               | Catania                          | Sizilien                | Catania                                             | 1987                                                   | Heiligtum (UNESCO-Welterbe) |
| Madonna dei Martiri                                                                  | Molfetta                         | Apulien                 | Molfetta – Ruvo – Giovinazzo – Terlizzi             | 1987                                                   | |
| Santa Maria Assunta                                                                  | Camogli                          | Ligurien                | Genua                                               | 1988 (ab 12. Jh.)                                      | |
| Santa Maria Assunta                                                                  | Castellabate                     | Kampanien               | Vallo della Lucania                                 | 1988                                                   | |
| San Vito                                                                             | Forio                            | Kampanien               | Ischia                                              | 1988                                                   | |
| Santa Maria Assunta                                                                  | Montecatini Terme                | Toskana                 | Pescia                                              | 1988                                                   | |
| Santa Maria della Neve                                                               | Ponticelli                       | Kampanien               | Neapel                                              | 1988                                                   | Heiligtum |
| Beata Vergine del Castello                                                           | Fiorano Modenese                 | Emilia-Romagna          | Modena – Nonantola                                  | 1989                                                   | Heiligtum |
| Beata Vergine Maria Incoronata                                                       | Forio d’Ischia                   | Kampanien               | Ischia                                              | 1989                                                   | |
| Santa Maria Assunta e San Filippo Neri                                               | Guardia Sanframondi              | Kampanien               | Cerreto Sannita – Telese – Sant’Agata de’ Goti      | 1989                                                   | Heiligtum |
| San Sebastiano                                                                       | Acireale                         | Sizilien                | Acireale                                            | 1990                                                   | |
| Santa Maria de finibus terrae                                                        | Castrignano del Capo             | Apulien                 | Ugento – Santa Maria di Leuca                       | 1990                                                   | |
| Santi Nereo e Achilleo                                                               | Mailand                          | Lombardei               | Mailand                                             | 1990                                                   | |
| Basilika Unserer Lieben Frau von Guadalupe                                           | Rom                              | Latium                  | Rom                                                 | 1991 (Bau 1960)                                        | Titelkirche |
| Santa Agata                                                                          | Asciano                          | Toskana                 | Siena – Colle di Val d’Elsa –Montalcino             | 1991                                                   | |
| San Sebastiano                                                                       | Barcellona Pozzo di Gotto        | Sizilien                | Messina – Lipari – Santa Lucia del Mela             | 1991                                                   | |
| Santa Maria Assunta in Cielo                                                         | Oria                             | Apulien                 | Oria                                                | 1991                                                   | Kathedrale |
| Sant’Antioco Martire                                                                 | Sant’Antioco                     | Sardinien               | Iglesias                                            | 1991                                                   | |
| Maria Santissima del Soccorso                                                        | Sciacca                          | Sizilien                | Acireale                                            | 1991                                                   | |
| San Stefano                                                                          | Sesto San Giovanni               | Lombardei               | Mailand                                             | 1991                                                   | |
| Nostra Signora/Madonna della Guardia                                                 | Tortona                          | Piemont                 | Tortona                                             | 1991 (1926–1931)                                       | Heiligtum |
| Santissima Annunziata                                                                | Vitulano                         | Kampanien               | Benevent                                            | 1991                                                   | |
| Santa Caterina d’Alessandria                                                         | Galatina                         | Apulien                 | Otranto                                             | 1992                                                   | |
| Nativita di San Giovanni Battista                                                    | Melegnano                        | Lombardei               | Mailand                                             | 1992                                                   | |
| San Nicolò                                                                           | Pietra Ligure                    | Ligurien                | Albenga – Imperia                                   | 1992                                                   | |
| San Dalmazio                                                                         | Quargnento                       | Piemont                 | Alessandria                                         | 1992                                                   | |
| Santa Maria Assunta                                                                  | Gravina in Puglia                | Apulien                 | Altamura – Gravina – Acquaviva delle Fonti          | 1993                                                   | Konkathedrale |
| San Simplicio                                                                        | Olbia                            | Sardinien               | Tempio – Ampurias                                   | 1993 (11./12. Jh.)                                     | |
| Santa Caterina                                                                       | Pedara                           | Sizilien                | Catania                                             | 1996                                                   | |
| Santo Stefano                                                                        | Prato                            | Toskana                 | Prato                                               | 1996 (wahrscheinlich 5. Jh.)                           | Kathedrale |
| Santa Maria Assunta                                                                  | Conversano                       | Apulien                 | Conversano – Monopoli                               | 1997                                                   | Kathedrale |
| Maria Santissima Assunta                                                             | Montalbano Elicona               | Sizilien                | Messina – Lipari – Santa Lucia del Mela             | 1997                                                   | |
| Santa Sofia                                                                          | Rom                              | Latium                  | Rom                                                 | 1998 (1967–1968)                                       | Titelkirche, Byzantinischer Ritus (Ukrainisch) |
| Sant’Alessandro in Colonna                                                           | Bergamo                          | Lombardei               | Bergamo                                             | 1998 (Fertigstellung 1889)                             | Kathedrale |
| Santi Pietro, Marcellino ed Erasmo                                                   | Besana in Brianza                | Lombardei               | Mailand                                             | 1998                                                   | |
| Madonna del Transito                                                                 | Colle di Canoscio                | Umbrien                 | Città di Castello                                   | 1998                                                   | Heiligtum |
| San Martino                                                                          | Martina Franca                   | Apulien                 | Tarent                                              | 1998                                                   | |
| Santa Maria della Vittoria                                                           | San Vito dei Normanni            | Apulien                 | Brindisi – Ostuni                                   | 1998 (Weihe 1571)                                      | |
| Sant’Agostino in Campo Marzio                                                        | Rom                              | Latium                  | Rom                                                 | 1999 (1420–1483)                                       | Titelkirche |
| Santa Maria del Carmine                                                              | Avigliano                        | Basilikata              | Potenza                                             | 1999                                                   | (P) |
| Santa Maria della Visitazione                                                        | Bagnolo Mella                    | Lombardei               | Brescia                                             | 1999                                                   | |
| San Mauro Abate                                                                      | Casoria                          | Kampanien               | Neapel                                              | 1999                                                   | |
| San Pietro Apostolo                                                                  | Cerignola                        | Apulien                 | Cerignola – Ascoli – Satriano                       | 1999                                                   | Kathedrale |
| San Rufillo                                                                          | Forlimpopoli                     | Emilia-Romagna          | Forlì – Bertinoro                                   | 1999                                                   | |
| Vergine Santissima del Carmelo                                                       | Mesagne                          | Apulien                 | Brindisi – Ostuni                                   | 1999                                                   | Heiligtum |
| Santa Maria della Coltura                                                            | Parabita                         | Apulien                 | Nardò – Gallipoli                                   | 1999                                                   | Heiligtum |
| Santa Maria d’Anglona “Della Natività di Maria”                                      | Tursi-Policoro                   | Basilikata              | Tursi – Lagonegro                                   | 1999                                                   | Heiligtum |
| Santi Cosma e Damiano                                                                | Alberobello                      | Apulien                 | Conversano – Monopoli                               | 2000                                                   | |
| Santa Restituta                                                                      | Lacco Ameno                      | Kampanien               | Ischia                                              | 2001                                                   | |
| Santa Maria della Marina                                                             | San Benedetto del Tronto         | Marken                  | San Benedetto del Tronto – Ripatransone – Montalto  | 2001                                                   | Kathedrale |
| Santi Vittore e Corona                                                               | Feltre                           | Venetien                | Belluno – Feltre                                    | 2002                                                   | Heiligtum |
| San Maurizio                                                                         | Pinerolo                         | Piemont                 | Pinerolo                                            | 2002                                                   | |
| San Colomba di Sens (Tempio Malatestiano)                                            | Rimini                           | Emilia-Romagna          | Rimini                                              | 2002 (Wiederaufbau ab ca. 1450)                        | Kathedrale |
| Santa Maria delle Lacrime                                                            | Syrakus                          | Sizilien                | Syrakus                                             | 2002                                                   | Heiligtum |
| Corpus Domini                                                                        | Maddaloni                        | Kampanien               | Caserta                                             | 2003                                                   | |
| Sant’Antonio di Padova                                                               | Afragola                         | Kampanien               | Neapel                                              | 2004                                                   | |
| San Cristoforo                                                                       | Lipari                           | Sizilien                | Messina – Lipari – Santa Lucia del Mela             | 2004                                                   | |
| Sant’Agnese                                                                          | Somma Lombardo                   | Lombardei               | Mailand                                             | 2004                                                   | |
| Volto Santo di Manopello                                                             | Manoppello                       | Abruzzen                | Chieti – Vasto                                      | 2006                                                   | Heiligtum |
| Santa Maria del Mazzaro                                                              | Mazzarino                        | Sizilien                | Piazza Armerina                                     | 2006                                                   | |
| Sacro Cuore di Gesù e di Sant’Antonio                                                | Messina                          | Sizilien                | Messina–Lipari – Santa Lucia del Mela               | 2006                                                   | |
| Sant’Elena Imperatrice                                                               | Quartu Sant’Elena                | Sardinien               | Cagliari                                            | 2007                                                   | |
| San Salvatore (di Monte Acuto)                                                       | Umbertide                        | Umbrien                 | Perugia – Città delle Pieve                         | 2008 (Gründung 1234)                                   | Klosterkirche |
| Santa Croce                                                                          | Ostra                            | Marken                  | Senigallia                                          | 2008 (12. Jh.)                                         | ehemaliges Kloster |
| San Costanzo                                                                         | Perugia                          | Umbrien                 | Perugia – Città delle Pieve                         | 2008                                                   | |
| Santa Maria della Steccata                                                           | Parma                            | Emilia-Romagna          | Parma                                               | 2008                                                   | Heiligtum |
| San Filippo d’Agira                                                                  | Aci San Filippo                  | Sizilien                | Acireale                                            | 2009                                                   | |
| Santa Maria Assunta                                                                  | Botticino Sera                   | Lombardei               | Brescia                                             | 2009                                                   | |
| Don Bosco                                                                            | Castelnuovo Don Bosco            | Piemont                 | Turin                                               | 2010                                                   | Heiligtum |
| S. Maria dei Miracoli                                                                | Casalbordino                     | Abruzzen                | Chieti–Vasto                                        | 2010                                                   | Heiligtum |
| Sant’Agostino                                                                        | Rieti                            | Latium                  | Rieti                                               | 2010                                                   | |
| San Giuliano                                                                         | Castrovillari                    | Kalabrien               | Cassano all’Jonio                                   | 2010                                                   | |
| Ss. Filippo e Giacomo                                                                | Cortina d’Ampezzo                | Venetien                | Belluno–Feltre                                      | 2011                                                   | |
| S. Maria ad Nives                                                                    | Copertino                        | Apulien                 | Nardò–Gallipoli                                     | 2011                                                   | |
| Madonna di Bonaccattu                                                                | Bonarcado                        | Sardinien               | Oristano                                            | 2011                                                   | Heiligtum |
| Santissimo Crocifisso                                                                | Boca                             | Piemont                 | Novara                                              | 2012                                                   | Heiligtum |
| Cattedrale di S. Nicolò                                                              | Noto                             | Sizilien                | Noto                                                | 2012                                                   | Kathedrale, Welterbe |
| Santissimo Rosario                                                                   | Francavilla Fontana              | Apulien                 | Oria                                                | 2012                                                   | |
| San Francesco                                                                        | Lucera                           | Apulien                 | Lucera–Troia                                        | 2012                                                   | Heiligtum |
| Santa Lucia a Mare                                                                   | Neapel                           | Kampanien               | Neapel                                              | 2012                                                   | Wallfahrtskirche |
| Madonna di Porto                                                                     | Gimigliano                       | Kalabrien               | Catanzaro–Squillace                                 | 2013                                                   | |
| San Giuseppe Artigiano                                                               | L’Aquila                         | Abruzzen                | L’Aquila                                            | 2013                                                   | Pro-Kathedrale |
| S. Giovanni Paolo II                                                                 | Barcellona Pozzo di Gotto        | Sizilien                | Messina–Lipari–Santa Lucia del Mela                 | 2013                                                   | |
| Maria SS. Assunta e S. Stefano Vescovo                                               | Caiazzo                          | Kampanien               | Alife–Caiazzo                                       | 2013                                                   | Konkathedrale |
| Maria Santissima Addolorata                                                          | Castelpetroso                    | Molise                  | Campobasso–Boiano                                   | 2013                                                   | Heiligtum |
| Santuario di S. Fara                                                                 | Bari                             | Apulien                 | Bari–Bitonto                                        | 2014                                                   | Heiligtum |
| Natività della Beata Vergine Maria del Lauro                                         | Cassano all’Ionio                | Kalabrien               | Cassano all’Jonio                                   | 2014                                                   | Kathedrale |
| S. Maria Assunta                                                                     | Squillace                        | Kalabrien               | Catanzaro–Squillace                                 | 2014                                                   | Konkathedrale |
| Madonna delle Grazie                                                                 | Modica                           | Sizilien                | Noto                                                | 2015                                                   | Heiligtum |
| Madonna del Colle                                                                    | Lenola                           | Latium                  | Gaeta                                               | 2015                                                   | Heiligtum |
| Maria Santissima di Canneto                                                          | Settefrati                       | Latium                  | Sora–Cassino–Aquino–Pontecorvo                      | 2015                                                   | Heiligtum |
| Maria SS. Assunta in Cielo                                                           | Mileto                           | Kalabrien               | Mileto–Nicotera–Tropea                              | 2016                                                   | Kathedrale |
| Sant’Antonino Martire                                                                | Concesio                         | Lombardei               | Brescia                                             | 2016                                                   | |
| S. Maria delle Grazie                                                                | Pescina                          | Abruzzen                | Avezzano                                            | 2016                                                   | Konkathedrale |
| Maria Santissima della Quercia di Visora                                             | Conflenti                        | Kalabrien               | Lamezia Terme                                       | 2018                                                   | |
| Maria Santissima                                                                     | Tindari                          | Sizilien                | Patti                                               | 2018                                                   | |
| S. Maria Assunta                                                                     | Gerace                           | Kalabrien               | Locri–Gerace                                        | 2018                                                   | Konkathedrale |
| S. Maria di Carpignano                                                               | Grottaminarda                    | Kampanien               | Ariano Irpino-Lacedonia                             | 2019                                                   | |
| S. Benedetto Abate                                                                   | Gonzaga                          | Lombardei               | Mantua                                              | 2020 (11. Jh.)                                         | |
| S. Nicolò e Santissimo Salvatore                                                     | Militello in Val di Catania      | Sizilien                | Caltagirone                                         | 2021                                                   | |
| S. Maria del Castello                                                                | Castrovillari                    | Kalabrien               | Cassano all’Jonio                                   | 2022                                                   | |
| S. Rocco                                                                             | Tolve                            | Basilicata              | Acerenza                                            | 2023                                                   | |
| Madonna della Milicia                                                                | Altavilla Milicia                | Sizilien                | Palermo                                             | 2024                                                   | |

(P) nennt sich (ohne kanonischen Status) Patriarchalbasilika